# Юнгман, Антон Ян
Антон (Антонин) Ян Юнгман (чеш. Antonín Jan Jungmann, нем. Anton Johann Ritter von Jungmann; 19 мая 1775, Гудлице, Богемия, Австрийская империя –  10 апреля 1854, Прага) — чешский врач, акушер, педагог, лингвист, профессор, ректор Пражского университета (1839).

## Биография
Родился  в семье сапожника. Младший брат поэта и лингвиста Йозефа Юнгмана.
Изучал медицину в Праге. С 1808 года стал читать курс акушерства на чешском и немецком языках в пражском университете.
В 1811 году был назначен профессором акушерства на медицинский факультет в университете Праги, а в 1838 году стал ректором университета. 
Сотрудничал со своим братом в лингвистических проектах последнего. Работал в Пражском университете до выхода на пенсию в 1850 году.
Юнгман был чешским пионером изучения санскрита, автор книги "O sanskrtu" (O санскрите, 1821). 
Впервые в Богемии опубликовал Деванагари, а также пример чтения оригинального санскритского текста. (Важный перевод древнейшей части эпоса « Махабхарата » , романтического рассказа «О Нале и Дамаджанти» 1823 г.). Уделял большое внимание Востоку в своих обширных исследованиях по антропологии . 
Написал несколько учебников, а также историю своего университета («Oesterr. med. Jahrb.», т. XXII). Способствовал изданию Зеленогорской рукописи(1820).
Похоронен на Ольшанском кладбище в Праге, рядом с братом.

## Избранные труды
- Úvod k babení, 1804
- Umění babické, 1814
- Lehrbuch der Geburtshülfe , (1812 г.) - Учебник акушерства.
- Das Technische der Geburtshülfe, zum Gebrauche bei Vorlesungen über Operationen, für Mediciner und Wundärzte , (1824 г.) - Техника акушерства, для использования на лекциях по хирургии для студентов-медиков и хирургов.
- Uměnj porodnické, k užitku ženám při porodu obsluhugjcým , (1827).